# Abertura portuguesa
|   | a | b | c | d | e | f | g | h |   |
| 8 | a8 preto torre · b8 preto cavalo · c8 preto bispo · d8 preto rainha · e8 preto rei · f8 preto bispo · g8 preto cavalo · h8 preto torre · a7 preto peão · b7 preto peão · c7 preto peão · d7 preto peão · f7 preto peão · g7 preto peão · h7 preto peão · b5 branco bispo · e5 preto peão · e4 branco peão · a2 branco peão · b2 branco peão · c2 branco peão · d2 branco peão · f2 branco peão · g2 branco peão · h2 branco peão · a1 branco torre · b1 branco cavalo · c1 branco bispo · d1 branco rainha · e1 branco rei · g1 branco cavalo · h1 branco torre | a8 preto torre · b8 preto cavalo · c8 preto bispo · d8 preto rainha · e8 preto rei · f8 preto bispo · g8 preto cavalo · h8 preto torre · a7 preto peão · b7 preto peão · c7 preto peão · d7 preto peão · f7 preto peão · g7 preto peão · h7 preto peão · b5 branco bispo · e5 preto peão · e4 branco peão · a2 branco peão · b2 branco peão · c2 branco peão · d2 branco peão · f2 branco peão · g2 branco peão · h2 branco peão · a1 branco torre · b1 branco cavalo · c1 branco bispo · d1 branco rainha · e1 branco rei · g1 branco cavalo · h1 branco torre | a8 preto torre · b8 preto cavalo · c8 preto bispo · d8 preto rainha · e8 preto rei · f8 preto bispo · g8 preto cavalo · h8 preto torre · a7 preto peão · b7 preto peão · c7 preto peão · d7 preto peão · f7 preto peão · g7 preto peão · h7 preto peão · b5 branco bispo · e5 preto peão · e4 branco peão · a2 branco peão · b2 branco peão · c2 branco peão · d2 branco peão · f2 branco peão · g2 branco peão · h2 branco peão · a1 branco torre · b1 branco cavalo · c1 branco bispo · d1 branco rainha · e1 branco rei · g1 branco cavalo · h1 branco torre | a8 preto torre · b8 preto cavalo · c8 preto bispo · d8 preto rainha · e8 preto rei · f8 preto bispo · g8 preto cavalo · h8 preto torre · a7 preto peão · b7 preto peão · c7 preto peão · d7 preto peão · f7 preto peão · g7 preto peão · h7 preto peão · b5 branco bispo · e5 preto peão · e4 branco peão · a2 branco peão · b2 branco peão · c2 branco peão · d2 branco peão · f2 branco peão · g2 branco peão · h2 branco peão · a1 branco torre · b1 branco cavalo · c1 branco bispo · d1 branco rainha · e1 branco rei · g1 branco cavalo · h1 branco torre | a8 preto torre · b8 preto cavalo · c8 preto bispo · d8 preto rainha · e8 preto rei · f8 preto bispo · g8 preto cavalo · h8 preto torre · a7 preto peão · b7 preto peão · c7 preto peão · d7 preto peão · f7 preto peão · g7 preto peão · h7 preto peão · b5 branco bispo · e5 preto peão · e4 branco peão · a2 branco peão · b2 branco peão · c2 branco peão · d2 branco peão · f2 branco peão · g2 branco peão · h2 branco peão · a1 branco torre · b1 branco cavalo · c1 branco bispo · d1 branco rainha · e1 branco rei · g1 branco cavalo · h1 branco torre | a8 preto torre · b8 preto cavalo · c8 preto bispo · d8 preto rainha · e8 preto rei · f8 preto bispo · g8 preto cavalo · h8 preto torre · a7 preto peão · b7 preto peão · c7 preto peão · d7 preto peão · f7 preto peão · g7 preto peão · h7 preto peão · b5 branco bispo · e5 preto peão · e4 branco peão · a2 branco peão · b2 branco peão · c2 branco peão · d2 branco peão · f2 branco peão · g2 branco peão · h2 branco peão · a1 branco torre · b1 branco cavalo · c1 branco bispo · d1 branco rainha · e1 branco rei · g1 branco cavalo · h1 branco torre | a8 preto torre · b8 preto cavalo · c8 preto bispo · d8 preto rainha · e8 preto rei · f8 preto bispo · g8 preto cavalo · h8 preto torre · a7 preto peão · b7 preto peão · c7 preto peão · d7 preto peão · f7 preto peão · g7 preto peão · h7 preto peão · b5 branco bispo · e5 preto peão · e4 branco peão · a2 branco peão · b2 branco peão · c2 branco peão · d2 branco peão · f2 branco peão · g2 branco peão · h2 branco peão · a1 branco torre · b1 branco cavalo · c1 branco bispo · d1 branco rainha · e1 branco rei · g1 branco cavalo · h1 branco torre | a8 preto torre · b8 preto cavalo · c8 preto bispo · d8 preto rainha · e8 preto rei · f8 preto bispo · g8 preto cavalo · h8 preto torre · a7 preto peão · b7 preto peão · c7 preto peão · d7 preto peão · f7 preto peão · g7 preto peão · h7 preto peão · b5 branco bispo · e5 preto peão · e4 branco peão · a2 branco peão · b2 branco peão · c2 branco peão · d2 branco peão · f2 branco peão · g2 branco peão · h2 branco peão · a1 branco torre · b1 branco cavalo · c1 branco bispo · d1 branco rainha · e1 branco rei · g1 branco cavalo · h1 branco torre | 8 |
| 7 | a8 preto torre · b8 preto cavalo · c8 preto bispo · d8 preto rainha · e8 preto rei · f8 preto bispo · g8 preto cavalo · h8 preto torre · a7 preto peão · b7 preto peão · c7 preto peão · d7 preto peão · f7 preto peão · g7 preto peão · h7 preto peão · b5 branco bispo · e5 preto peão · e4 branco peão · a2 branco peão · b2 branco peão · c2 branco peão · d2 branco peão · f2 branco peão · g2 branco peão · h2 branco peão · a1 branco torre · b1 branco cavalo · c1 branco bispo · d1 branco rainha · e1 branco rei · g1 branco cavalo · h1 branco torre | a8 preto torre · b8 preto cavalo · c8 preto bispo · d8 preto rainha · e8 preto rei · f8 preto bispo · g8 preto cavalo · h8 preto torre · a7 preto peão · b7 preto peão · c7 preto peão · d7 preto peão · f7 preto peão · g7 preto peão · h7 preto peão · b5 branco bispo · e5 preto peão · e4 branco peão · a2 branco peão · b2 branco peão · c2 branco peão · d2 branco peão · f2 branco peão · g2 branco peão · h2 branco peão · a1 branco torre · b1 branco cavalo · c1 branco bispo · d1 branco rainha · e1 branco rei · g1 branco cavalo · h1 branco torre | a8 preto torre · b8 preto cavalo · c8 preto bispo · d8 preto rainha · e8 preto rei · f8 preto bispo · g8 preto cavalo · h8 preto torre · a7 preto peão · b7 preto peão · c7 preto peão · d7 preto peão · f7 preto peão · g7 preto peão · h7 preto peão · b5 branco bispo · e5 preto peão · e4 branco peão · a2 branco peão · b2 branco peão · c2 branco peão · d2 branco peão · f2 branco peão · g2 branco peão · h2 branco peão · a1 branco torre · b1 branco cavalo · c1 branco bispo · d1 branco rainha · e1 branco rei · g1 branco cavalo · h1 branco torre | a8 preto torre · b8 preto cavalo · c8 preto bispo · d8 preto rainha · e8 preto rei · f8 preto bispo · g8 preto cavalo · h8 preto torre · a7 preto peão · b7 preto peão · c7 preto peão · d7 preto peão · f7 preto peão · g7 preto peão · h7 preto peão · b5 branco bispo · e5 preto peão · e4 branco peão · a2 branco peão · b2 branco peão · c2 branco peão · d2 branco peão · f2 branco peão · g2 branco peão · h2 branco peão · a1 branco torre · b1 branco cavalo · c1 branco bispo · d1 branco rainha · e1 branco rei · g1 branco cavalo · h1 branco torre | a8 preto torre · b8 preto cavalo · c8 preto bispo · d8 preto rainha · e8 preto rei · f8 preto bispo · g8 preto cavalo · h8 preto torre · a7 preto peão · b7 preto peão · c7 preto peão · d7 preto peão · f7 preto peão · g7 preto peão · h7 preto peão · b5 branco bispo · e5 preto peão · e4 branco peão · a2 branco peão · b2 branco peão · c2 branco peão · d2 branco peão · f2 branco peão · g2 branco peão · h2 branco peão · a1 branco torre · b1 branco cavalo · c1 branco bispo · d1 branco rainha · e1 branco rei · g1 branco cavalo · h1 branco torre | a8 preto torre · b8 preto cavalo · c8 preto bispo · d8 preto rainha · e8 preto rei · f8 preto bispo · g8 preto cavalo · h8 preto torre · a7 preto peão · b7 preto peão · c7 preto peão · d7 preto peão · f7 preto peão · g7 preto peão · h7 preto peão · b5 branco bispo · e5 preto peão · e4 branco peão · a2 branco peão · b2 branco peão · c2 branco peão · d2 branco peão · f2 branco peão · g2 branco peão · h2 branco peão · a1 branco torre · b1 branco cavalo · c1 branco bispo · d1 branco rainha · e1 branco rei · g1 branco cavalo · h1 branco torre | a8 preto torre · b8 preto cavalo · c8 preto bispo · d8 preto rainha · e8 preto rei · f8 preto bispo · g8 preto cavalo · h8 preto torre · a7 preto peão · b7 preto peão · c7 preto peão · d7 preto peão · f7 preto peão · g7 preto peão · h7 preto peão · b5 branco bispo · e5 preto peão · e4 branco peão · a2 branco peão · b2 branco peão · c2 branco peão · d2 branco peão · f2 branco peão · g2 branco peão · h2 branco peão · a1 branco torre · b1 branco cavalo · c1 branco bispo · d1 branco rainha · e1 branco rei · g1 branco cavalo · h1 branco torre | a8 preto torre · b8 preto cavalo · c8 preto bispo · d8 preto rainha · e8 preto rei · f8 preto bispo · g8 preto cavalo · h8 preto torre · a7 preto peão · b7 preto peão · c7 preto peão · d7 preto peão · f7 preto peão · g7 preto peão · h7 preto peão · b5 branco bispo · e5 preto peão · e4 branco peão · a2 branco peão · b2 branco peão · c2 branco peão · d2 branco peão · f2 branco peão · g2 branco peão · h2 branco peão · a1 branco torre · b1 branco cavalo · c1 branco bispo · d1 branco rainha · e1 branco rei · g1 branco cavalo · h1 branco torre | 7 |
| 6 | a8 preto torre · b8 preto cavalo · c8 preto bispo · d8 preto rainha · e8 preto rei · f8 preto bispo · g8 preto cavalo · h8 preto torre · a7 preto peão · b7 preto peão · c7 preto peão · d7 preto peão · f7 preto peão · g7 preto peão · h7 preto peão · b5 branco bispo · e5 preto peão · e4 branco peão · a2 branco peão · b2 branco peão · c2 branco peão · d2 branco peão · f2 branco peão · g2 branco peão · h2 branco peão · a1 branco torre · b1 branco cavalo · c1 branco bispo · d1 branco rainha · e1 branco rei · g1 branco cavalo · h1 branco torre | a8 preto torre · b8 preto cavalo · c8 preto bispo · d8 preto rainha · e8 preto rei · f8 preto bispo · g8 preto cavalo · h8 preto torre · a7 preto peão · b7 preto peão · c7 preto peão · d7 preto peão · f7 preto peão · g7 preto peão · h7 preto peão · b5 branco bispo · e5 preto peão · e4 branco peão · a2 branco peão · b2 branco peão · c2 branco peão · d2 branco peão · f2 branco peão · g2 branco peão · h2 branco peão · a1 branco torre · b1 branco cavalo · c1 branco bispo · d1 branco rainha · e1 branco rei · g1 branco cavalo · h1 branco torre | a8 preto torre · b8 preto cavalo · c8 preto bispo · d8 preto rainha · e8 preto rei · f8 preto bispo · g8 preto cavalo · h8 preto torre · a7 preto peão · b7 preto peão · c7 preto peão · d7 preto peão · f7 preto peão · g7 preto peão · h7 preto peão · b5 branco bispo · e5 preto peão · e4 branco peão · a2 branco peão · b2 branco peão · c2 branco peão · d2 branco peão · f2 branco peão · g2 branco peão · h2 branco peão · a1 branco torre · b1 branco cavalo · c1 branco bispo · d1 branco rainha · e1 branco rei · g1 branco cavalo · h1 branco torre | a8 preto torre · b8 preto cavalo · c8 preto bispo · d8 preto rainha · e8 preto rei · f8 preto bispo · g8 preto cavalo · h8 preto torre · a7 preto peão · b7 preto peão · c7 preto peão · d7 preto peão · f7 preto peão · g7 preto peão · h7 preto peão · b5 branco bispo · e5 preto peão · e4 branco peão · a2 branco peão · b2 branco peão · c2 branco peão · d2 branco peão · f2 branco peão · g2 branco peão · h2 branco peão · a1 branco torre · b1 branco cavalo · c1 branco bispo · d1 branco rainha · e1 branco rei · g1 branco cavalo · h1 branco torre | a8 preto torre · b8 preto cavalo · c8 preto bispo · d8 preto rainha · e8 preto rei · f8 preto bispo · g8 preto cavalo · h8 preto torre · a7 preto peão · b7 preto peão · c7 preto peão · d7 preto peão · f7 preto peão · g7 preto peão · h7 preto peão · b5 branco bispo · e5 preto peão · e4 branco peão · a2 branco peão · b2 branco peão · c2 branco peão · d2 branco peão · f2 branco peão · g2 branco peão · h2 branco peão · a1 branco torre · b1 branco cavalo · c1 branco bispo · d1 branco rainha · e1 branco rei · g1 branco cavalo · h1 branco torre | a8 preto torre · b8 preto cavalo · c8 preto bispo · d8 preto rainha · e8 preto rei · f8 preto bispo · g8 preto cavalo · h8 preto torre · a7 preto peão · b7 preto peão · c7 preto peão · d7 preto peão · f7 preto peão · g7 preto peão · h7 preto peão · b5 branco bispo · e5 preto peão · e4 branco peão · a2 branco peão · b2 branco peão · c2 branco peão · d2 branco peão · f2 branco peão · g2 branco peão · h2 branco peão · a1 branco torre · b1 branco cavalo · c1 branco bispo · d1 branco rainha · e1 branco rei · g1 branco cavalo · h1 branco torre | a8 preto torre · b8 preto cavalo · c8 preto bispo · d8 preto rainha · e8 preto rei · f8 preto bispo · g8 preto cavalo · h8 preto torre · a7 preto peão · b7 preto peão · c7 preto peão · d7 preto peão · f7 preto peão · g7 preto peão · h7 preto peão · b5 branco bispo · e5 preto peão · e4 branco peão · a2 branco peão · b2 branco peão · c2 branco peão · d2 branco peão · f2 branco peão · g2 branco peão · h2 branco peão · a1 branco torre · b1 branco cavalo · c1 branco bispo · d1 branco rainha · e1 branco rei · g1 branco cavalo · h1 branco torre | a8 preto torre · b8 preto cavalo · c8 preto bispo · d8 preto rainha · e8 preto rei · f8 preto bispo · g8 preto cavalo · h8 preto torre · a7 preto peão · b7 preto peão · c7 preto peão · d7 preto peão · f7 preto peão · g7 preto peão · h7 preto peão · b5 branco bispo · e5 preto peão · e4 branco peão · a2 branco peão · b2 branco peão · c2 branco peão · d2 branco peão · f2 branco peão · g2 branco peão · h2 branco peão · a1 branco torre · b1 branco cavalo · c1 branco bispo · d1 branco rainha · e1 branco rei · g1 branco cavalo · h1 branco torre | 6 |
| 5 | a8 preto torre · b8 preto cavalo · c8 preto bispo · d8 preto rainha · e8 preto rei · f8 preto bispo · g8 preto cavalo · h8 preto torre · a7 preto peão · b7 preto peão · c7 preto peão · d7 preto peão · f7 preto peão · g7 preto peão · h7 preto peão · b5 branco bispo · e5 preto peão · e4 branco peão · a2 branco peão · b2 branco peão · c2 branco peão · d2 branco peão · f2 branco peão · g2 branco peão · h2 branco peão · a1 branco torre · b1 branco cavalo · c1 branco bispo · d1 branco rainha · e1 branco rei · g1 branco cavalo · h1 branco torre | a8 preto torre · b8 preto cavalo · c8 preto bispo · d8 preto rainha · e8 preto rei · f8 preto bispo · g8 preto cavalo · h8 preto torre · a7 preto peão · b7 preto peão · c7 preto peão · d7 preto peão · f7 preto peão · g7 preto peão · h7 preto peão · b5 branco bispo · e5 preto peão · e4 branco peão · a2 branco peão · b2 branco peão · c2 branco peão · d2 branco peão · f2 branco peão · g2 branco peão · h2 branco peão · a1 branco torre · b1 branco cavalo · c1 branco bispo · d1 branco rainha · e1 branco rei · g1 branco cavalo · h1 branco torre | a8 preto torre · b8 preto cavalo · c8 preto bispo · d8 preto rainha · e8 preto rei · f8 preto bispo · g8 preto cavalo · h8 preto torre · a7 preto peão · b7 preto peão · c7 preto peão · d7 preto peão · f7 preto peão · g7 preto peão · h7 preto peão · b5 branco bispo · e5 preto peão · e4 branco peão · a2 branco peão · b2 branco peão · c2 branco peão · d2 branco peão · f2 branco peão · g2 branco peão · h2 branco peão · a1 branco torre · b1 branco cavalo · c1 branco bispo · d1 branco rainha · e1 branco rei · g1 branco cavalo · h1 branco torre | a8 preto torre · b8 preto cavalo · c8 preto bispo · d8 preto rainha · e8 preto rei · f8 preto bispo · g8 preto cavalo · h8 preto torre · a7 preto peão · b7 preto peão · c7 preto peão · d7 preto peão · f7 preto peão · g7 preto peão · h7 preto peão · b5 branco bispo · e5 preto peão · e4 branco peão · a2 branco peão · b2 branco peão · c2 branco peão · d2 branco peão · f2 branco peão · g2 branco peão · h2 branco peão · a1 branco torre · b1 branco cavalo · c1 branco bispo · d1 branco rainha · e1 branco rei · g1 branco cavalo · h1 branco torre | a8 preto torre · b8 preto cavalo · c8 preto bispo · d8 preto rainha · e8 preto rei · f8 preto bispo · g8 preto cavalo · h8 preto torre · a7 preto peão · b7 preto peão · c7 preto peão · d7 preto peão · f7 preto peão · g7 preto peão · h7 preto peão · b5 branco bispo · e5 preto peão · e4 branco peão · a2 branco peão · b2 branco peão · c2 branco peão · d2 branco peão · f2 branco peão · g2 branco peão · h2 branco peão · a1 branco torre · b1 branco cavalo · c1 branco bispo · d1 branco rainha · e1 branco rei · g1 branco cavalo · h1 branco torre | a8 preto torre · b8 preto cavalo · c8 preto bispo · d8 preto rainha · e8 preto rei · f8 preto bispo · g8 preto cavalo · h8 preto torre · a7 preto peão · b7 preto peão · c7 preto peão · d7 preto peão · f7 preto peão · g7 preto peão · h7 preto peão · b5 branco bispo · e5 preto peão · e4 branco peão · a2 branco peão · b2 branco peão · c2 branco peão · d2 branco peão · f2 branco peão · g2 branco peão · h2 branco peão · a1 branco torre · b1 branco cavalo · c1 branco bispo · d1 branco rainha · e1 branco rei · g1 branco cavalo · h1 branco torre | a8 preto torre · b8 preto cavalo · c8 preto bispo · d8 preto rainha · e8 preto rei · f8 preto bispo · g8 preto cavalo · h8 preto torre · a7 preto peão · b7 preto peão · c7 preto peão · d7 preto peão · f7 preto peão · g7 preto peão · h7 preto peão · b5 branco bispo · e5 preto peão · e4 branco peão · a2 branco peão · b2 branco peão · c2 branco peão · d2 branco peão · f2 branco peão · g2 branco peão · h2 branco peão · a1 branco torre · b1 branco cavalo · c1 branco bispo · d1 branco rainha · e1 branco rei · g1 branco cavalo · h1 branco torre | a8 preto torre · b8 preto cavalo · c8 preto bispo · d8 preto rainha · e8 preto rei · f8 preto bispo · g8 preto cavalo · h8 preto torre · a7 preto peão · b7 preto peão · c7 preto peão · d7 preto peão · f7 preto peão · g7 preto peão · h7 preto peão · b5 branco bispo · e5 preto peão · e4 branco peão · a2 branco peão · b2 branco peão · c2 branco peão · d2 branco peão · f2 branco peão · g2 branco peão · h2 branco peão · a1 branco torre · b1 branco cavalo · c1 branco bispo · d1 branco rainha · e1 branco rei · g1 branco cavalo · h1 branco torre | 5 |
| 4 | a8 preto torre · b8 preto cavalo · c8 preto bispo · d8 preto rainha · e8 preto rei · f8 preto bispo · g8 preto cavalo · h8 preto torre · a7 preto peão · b7 preto peão · c7 preto peão · d7 preto peão · f7 preto peão · g7 preto peão · h7 preto peão · b5 branco bispo · e5 preto peão · e4 branco peão · a2 branco peão · b2 branco peão · c2 branco peão · d2 branco peão · f2 branco peão · g2 branco peão · h2 branco peão · a1 branco torre · b1 branco cavalo · c1 branco bispo · d1 branco rainha · e1 branco rei · g1 branco cavalo · h1 branco torre | a8 preto torre · b8 preto cavalo · c8 preto bispo · d8 preto rainha · e8 preto rei · f8 preto bispo · g8 preto cavalo · h8 preto torre · a7 preto peão · b7 preto peão · c7 preto peão · d7 preto peão · f7 preto peão · g7 preto peão · h7 preto peão · b5 branco bispo · e5 preto peão · e4 branco peão · a2 branco peão · b2 branco peão · c2 branco peão · d2 branco peão · f2 branco peão · g2 branco peão · h2 branco peão · a1 branco torre · b1 branco cavalo · c1 branco bispo · d1 branco rainha · e1 branco rei · g1 branco cavalo · h1 branco torre | a8 preto torre · b8 preto cavalo · c8 preto bispo · d8 preto rainha · e8 preto rei · f8 preto bispo · g8 preto cavalo · h8 preto torre · a7 preto peão · b7 preto peão · c7 preto peão · d7 preto peão · f7 preto peão · g7 preto peão · h7 preto peão · b5 branco bispo · e5 preto peão · e4 branco peão · a2 branco peão · b2 branco peão · c2 branco peão · d2 branco peão · f2 branco peão · g2 branco peão · h2 branco peão · a1 branco torre · b1 branco cavalo · c1 branco bispo · d1 branco rainha · e1 branco rei · g1 branco cavalo · h1 branco torre | a8 preto torre · b8 preto cavalo · c8 preto bispo · d8 preto rainha · e8 preto rei · f8 preto bispo · g8 preto cavalo · h8 preto torre · a7 preto peão · b7 preto peão · c7 preto peão · d7 preto peão · f7 preto peão · g7 preto peão · h7 preto peão · b5 branco bispo · e5 preto peão · e4 branco peão · a2 branco peão · b2 branco peão · c2 branco peão · d2 branco peão · f2 branco peão · g2 branco peão · h2 branco peão · a1 branco torre · b1 branco cavalo · c1 branco bispo · d1 branco rainha · e1 branco rei · g1 branco cavalo · h1 branco torre | a8 preto torre · b8 preto cavalo · c8 preto bispo · d8 preto rainha · e8 preto rei · f8 preto bispo · g8 preto cavalo · h8 preto torre · a7 preto peão · b7 preto peão · c7 preto peão · d7 preto peão · f7 preto peão · g7 preto peão · h7 preto peão · b5 branco bispo · e5 preto peão · e4 branco peão · a2 branco peão · b2 branco peão · c2 branco peão · d2 branco peão · f2 branco peão · g2 branco peão · h2 branco peão · a1 branco torre · b1 branco cavalo · c1 branco bispo · d1 branco rainha · e1 branco rei · g1 branco cavalo · h1 branco torre | a8 preto torre · b8 preto cavalo · c8 preto bispo · d8 preto rainha · e8 preto rei · f8 preto bispo · g8 preto cavalo · h8 preto torre · a7 preto peão · b7 preto peão · c7 preto peão · d7 preto peão · f7 preto peão · g7 preto peão · h7 preto peão · b5 branco bispo · e5 preto peão · e4 branco peão · a2 branco peão · b2 branco peão · c2 branco peão · d2 branco peão · f2 branco peão · g2 branco peão · h2 branco peão · a1 branco torre · b1 branco cavalo · c1 branco bispo · d1 branco rainha · e1 branco rei · g1 branco cavalo · h1 branco torre | a8 preto torre · b8 preto cavalo · c8 preto bispo · d8 preto rainha · e8 preto rei · f8 preto bispo · g8 preto cavalo · h8 preto torre · a7 preto peão · b7 preto peão · c7 preto peão · d7 preto peão · f7 preto peão · g7 preto peão · h7 preto peão · b5 branco bispo · e5 preto peão · e4 branco peão · a2 branco peão · b2 branco peão · c2 branco peão · d2 branco peão · f2 branco peão · g2 branco peão · h2 branco peão · a1 branco torre · b1 branco cavalo · c1 branco bispo · d1 branco rainha · e1 branco rei · g1 branco cavalo · h1 branco torre | a8 preto torre · b8 preto cavalo · c8 preto bispo · d8 preto rainha · e8 preto rei · f8 preto bispo · g8 preto cavalo · h8 preto torre · a7 preto peão · b7 preto peão · c7 preto peão · d7 preto peão · f7 preto peão · g7 preto peão · h7 preto peão · b5 branco bispo · e5 preto peão · e4 branco peão · a2 branco peão · b2 branco peão · c2 branco peão · d2 branco peão · f2 branco peão · g2 branco peão · h2 branco peão · a1 branco torre · b1 branco cavalo · c1 branco bispo · d1 branco rainha · e1 branco rei · g1 branco cavalo · h1 branco torre | 4 |
| 3 | a8 preto torre · b8 preto cavalo · c8 preto bispo · d8 preto rainha · e8 preto rei · f8 preto bispo · g8 preto cavalo · h8 preto torre · a7 preto peão · b7 preto peão · c7 preto peão · d7 preto peão · f7 preto peão · g7 preto peão · h7 preto peão · b5 branco bispo · e5 preto peão · e4 branco peão · a2 branco peão · b2 branco peão · c2 branco peão · d2 branco peão · f2 branco peão · g2 branco peão · h2 branco peão · a1 branco torre · b1 branco cavalo · c1 branco bispo · d1 branco rainha · e1 branco rei · g1 branco cavalo · h1 branco torre | a8 preto torre · b8 preto cavalo · c8 preto bispo · d8 preto rainha · e8 preto rei · f8 preto bispo · g8 preto cavalo · h8 preto torre · a7 preto peão · b7 preto peão · c7 preto peão · d7 preto peão · f7 preto peão · g7 preto peão · h7 preto peão · b5 branco bispo · e5 preto peão · e4 branco peão · a2 branco peão · b2 branco peão · c2 branco peão · d2 branco peão · f2 branco peão · g2 branco peão · h2 branco peão · a1 branco torre · b1 branco cavalo · c1 branco bispo · d1 branco rainha · e1 branco rei · g1 branco cavalo · h1 branco torre | a8 preto torre · b8 preto cavalo · c8 preto bispo · d8 preto rainha · e8 preto rei · f8 preto bispo · g8 preto cavalo · h8 preto torre · a7 preto peão · b7 preto peão · c7 preto peão · d7 preto peão · f7 preto peão · g7 preto peão · h7 preto peão · b5 branco bispo · e5 preto peão · e4 branco peão · a2 branco peão · b2 branco peão · c2 branco peão · d2 branco peão · f2 branco peão · g2 branco peão · h2 branco peão · a1 branco torre · b1 branco cavalo · c1 branco bispo · d1 branco rainha · e1 branco rei · g1 branco cavalo · h1 branco torre | a8 preto torre · b8 preto cavalo · c8 preto bispo · d8 preto rainha · e8 preto rei · f8 preto bispo · g8 preto cavalo · h8 preto torre · a7 preto peão · b7 preto peão · c7 preto peão · d7 preto peão · f7 preto peão · g7 preto peão · h7 preto peão · b5 branco bispo · e5 preto peão · e4 branco peão · a2 branco peão · b2 branco peão · c2 branco peão · d2 branco peão · f2 branco peão · g2 branco peão · h2 branco peão · a1 branco torre · b1 branco cavalo · c1 branco bispo · d1 branco rainha · e1 branco rei · g1 branco cavalo · h1 branco torre | a8 preto torre · b8 preto cavalo · c8 preto bispo · d8 preto rainha · e8 preto rei · f8 preto bispo · g8 preto cavalo · h8 preto torre · a7 preto peão · b7 preto peão · c7 preto peão · d7 preto peão · f7 preto peão · g7 preto peão · h7 preto peão · b5 branco bispo · e5 preto peão · e4 branco peão · a2 branco peão · b2 branco peão · c2 branco peão · d2 branco peão · f2 branco peão · g2 branco peão · h2 branco peão · a1 branco torre · b1 branco cavalo · c1 branco bispo · d1 branco rainha · e1 branco rei · g1 branco cavalo · h1 branco torre | a8 preto torre · b8 preto cavalo · c8 preto bispo · d8 preto rainha · e8 preto rei · f8 preto bispo · g8 preto cavalo · h8 preto torre · a7 preto peão · b7 preto peão · c7 preto peão · d7 preto peão · f7 preto peão · g7 preto peão · h7 preto peão · b5 branco bispo · e5 preto peão · e4 branco peão · a2 branco peão · b2 branco peão · c2 branco peão · d2 branco peão · f2 branco peão · g2 branco peão · h2 branco peão · a1 branco torre · b1 branco cavalo · c1 branco bispo · d1 branco rainha · e1 branco rei · g1 branco cavalo · h1 branco torre | a8 preto torre · b8 preto cavalo · c8 preto bispo · d8 preto rainha · e8 preto rei · f8 preto bispo · g8 preto cavalo · h8 preto torre · a7 preto peão · b7 preto peão · c7 preto peão · d7 preto peão · f7 preto peão · g7 preto peão · h7 preto peão · b5 branco bispo · e5 preto peão · e4 branco peão · a2 branco peão · b2 branco peão · c2 branco peão · d2 branco peão · f2 branco peão · g2 branco peão · h2 branco peão · a1 branco torre · b1 branco cavalo · c1 branco bispo · d1 branco rainha · e1 branco rei · g1 branco cavalo · h1 branco torre | a8 preto torre · b8 preto cavalo · c8 preto bispo · d8 preto rainha · e8 preto rei · f8 preto bispo · g8 preto cavalo · h8 preto torre · a7 preto peão · b7 preto peão · c7 preto peão · d7 preto peão · f7 preto peão · g7 preto peão · h7 preto peão · b5 branco bispo · e5 preto peão · e4 branco peão · a2 branco peão · b2 branco peão · c2 branco peão · d2 branco peão · f2 branco peão · g2 branco peão · h2 branco peão · a1 branco torre · b1 branco cavalo · c1 branco bispo · d1 branco rainha · e1 branco rei · g1 branco cavalo · h1 branco torre | 3 |
| 2 | a8 preto torre · b8 preto cavalo · c8 preto bispo · d8 preto rainha · e8 preto rei · f8 preto bispo · g8 preto cavalo · h8 preto torre · a7 preto peão · b7 preto peão · c7 preto peão · d7 preto peão · f7 preto peão · g7 preto peão · h7 preto peão · b5 branco bispo · e5 preto peão · e4 branco peão · a2 branco peão · b2 branco peão · c2 branco peão · d2 branco peão · f2 branco peão · g2 branco peão · h2 branco peão · a1 branco torre · b1 branco cavalo · c1 branco bispo · d1 branco rainha · e1 branco rei · g1 branco cavalo · h1 branco torre | a8 preto torre · b8 preto cavalo · c8 preto bispo · d8 preto rainha · e8 preto rei · f8 preto bispo · g8 preto cavalo · h8 preto torre · a7 preto peão · b7 preto peão · c7 preto peão · d7 preto peão · f7 preto peão · g7 preto peão · h7 preto peão · b5 branco bispo · e5 preto peão · e4 branco peão · a2 branco peão · b2 branco peão · c2 branco peão · d2 branco peão · f2 branco peão · g2 branco peão · h2 branco peão · a1 branco torre · b1 branco cavalo · c1 branco bispo · d1 branco rainha · e1 branco rei · g1 branco cavalo · h1 branco torre | a8 preto torre · b8 preto cavalo · c8 preto bispo · d8 preto rainha · e8 preto rei · f8 preto bispo · g8 preto cavalo · h8 preto torre · a7 preto peão · b7 preto peão · c7 preto peão · d7 preto peão · f7 preto peão · g7 preto peão · h7 preto peão · b5 branco bispo · e5 preto peão · e4 branco peão · a2 branco peão · b2 branco peão · c2 branco peão · d2 branco peão · f2 branco peão · g2 branco peão · h2 branco peão · a1 branco torre · b1 branco cavalo · c1 branco bispo · d1 branco rainha · e1 branco rei · g1 branco cavalo · h1 branco torre | a8 preto torre · b8 preto cavalo · c8 preto bispo · d8 preto rainha · e8 preto rei · f8 preto bispo · g8 preto cavalo · h8 preto torre · a7 preto peão · b7 preto peão · c7 preto peão · d7 preto peão · f7 preto peão · g7 preto peão · h7 preto peão · b5 branco bispo · e5 preto peão · e4 branco peão · a2 branco peão · b2 branco peão · c2 branco peão · d2 branco peão · f2 branco peão · g2 branco peão · h2 branco peão · a1 branco torre · b1 branco cavalo · c1 branco bispo · d1 branco rainha · e1 branco rei · g1 branco cavalo · h1 branco torre | a8 preto torre · b8 preto cavalo · c8 preto bispo · d8 preto rainha · e8 preto rei · f8 preto bispo · g8 preto cavalo · h8 preto torre · a7 preto peão · b7 preto peão · c7 preto peão · d7 preto peão · f7 preto peão · g7 preto peão · h7 preto peão · b5 branco bispo · e5 preto peão · e4 branco peão · a2 branco peão · b2 branco peão · c2 branco peão · d2 branco peão · f2 branco peão · g2 branco peão · h2 branco peão · a1 branco torre · b1 branco cavalo · c1 branco bispo · d1 branco rainha · e1 branco rei · g1 branco cavalo · h1 branco torre | a8 preto torre · b8 preto cavalo · c8 preto bispo · d8 preto rainha · e8 preto rei · f8 preto bispo · g8 preto cavalo · h8 preto torre · a7 preto peão · b7 preto peão · c7 preto peão · d7 preto peão · f7 preto peão · g7 preto peão · h7 preto peão · b5 branco bispo · e5 preto peão · e4 branco peão · a2 branco peão · b2 branco peão · c2 branco peão · d2 branco peão · f2 branco peão · g2 branco peão · h2 branco peão · a1 branco torre · b1 branco cavalo · c1 branco bispo · d1 branco rainha · e1 branco rei · g1 branco cavalo · h1 branco torre | a8 preto torre · b8 preto cavalo · c8 preto bispo · d8 preto rainha · e8 preto rei · f8 preto bispo · g8 preto cavalo · h8 preto torre · a7 preto peão · b7 preto peão · c7 preto peão · d7 preto peão · f7 preto peão · g7 preto peão · h7 preto peão · b5 branco bispo · e5 preto peão · e4 branco peão · a2 branco peão · b2 branco peão · c2 branco peão · d2 branco peão · f2 branco peão · g2 branco peão · h2 branco peão · a1 branco torre · b1 branco cavalo · c1 branco bispo · d1 branco rainha · e1 branco rei · g1 branco cavalo · h1 branco torre | a8 preto torre · b8 preto cavalo · c8 preto bispo · d8 preto rainha · e8 preto rei · f8 preto bispo · g8 preto cavalo · h8 preto torre · a7 preto peão · b7 preto peão · c7 preto peão · d7 preto peão · f7 preto peão · g7 preto peão · h7 preto peão · b5 branco bispo · e5 preto peão · e4 branco peão · a2 branco peão · b2 branco peão · c2 branco peão · d2 branco peão · f2 branco peão · g2 branco peão · h2 branco peão · a1 branco torre · b1 branco cavalo · c1 branco bispo · d1 branco rainha · e1 branco rei · g1 branco cavalo · h1 branco torre | 2 |
| 1 | a8 preto torre · b8 preto cavalo · c8 preto bispo · d8 preto rainha · e8 preto rei · f8 preto bispo · g8 preto cavalo · h8 preto torre · a7 preto peão · b7 preto peão · c7 preto peão · d7 preto peão · f7 preto peão · g7 preto peão · h7 preto peão · b5 branco bispo · e5 preto peão · e4 branco peão · a2 branco peão · b2 branco peão · c2 branco peão · d2 branco peão · f2 branco peão · g2 branco peão · h2 branco peão · a1 branco torre · b1 branco cavalo · c1 branco bispo · d1 branco rainha · e1 branco rei · g1 branco cavalo · h1 branco torre | a8 preto torre · b8 preto cavalo · c8 preto bispo · d8 preto rainha · e8 preto rei · f8 preto bispo · g8 preto cavalo · h8 preto torre · a7 preto peão · b7 preto peão · c7 preto peão · d7 preto peão · f7 preto peão · g7 preto peão · h7 preto peão · b5 branco bispo · e5 preto peão · e4 branco peão · a2 branco peão · b2 branco peão · c2 branco peão · d2 branco peão · f2 branco peão · g2 branco peão · h2 branco peão · a1 branco torre · b1 branco cavalo · c1 branco bispo · d1 branco rainha · e1 branco rei · g1 branco cavalo · h1 branco torre | a8 preto torre · b8 preto cavalo · c8 preto bispo · d8 preto rainha · e8 preto rei · f8 preto bispo · g8 preto cavalo · h8 preto torre · a7 preto peão · b7 preto peão · c7 preto peão · d7 preto peão · f7 preto peão · g7 preto peão · h7 preto peão · b5 branco bispo · e5 preto peão · e4 branco peão · a2 branco peão · b2 branco peão · c2 branco peão · d2 branco peão · f2 branco peão · g2 branco peão · h2 branco peão · a1 branco torre · b1 branco cavalo · c1 branco bispo · d1 branco rainha · e1 branco rei · g1 branco cavalo · h1 branco torre | a8 preto torre · b8 preto cavalo · c8 preto bispo · d8 preto rainha · e8 preto rei · f8 preto bispo · g8 preto cavalo · h8 preto torre · a7 preto peão · b7 preto peão · c7 preto peão · d7 preto peão · f7 preto peão · g7 preto peão · h7 preto peão · b5 branco bispo · e5 preto peão · e4 branco peão · a2 branco peão · b2 branco peão · c2 branco peão · d2 branco peão · f2 branco peão · g2 branco peão · h2 branco peão · a1 branco torre · b1 branco cavalo · c1 branco bispo · d1 branco rainha · e1 branco rei · g1 branco cavalo · h1 branco torre | a8 preto torre · b8 preto cavalo · c8 preto bispo · d8 preto rainha · e8 preto rei · f8 preto bispo · g8 preto cavalo · h8 preto torre · a7 preto peão · b7 preto peão · c7 preto peão · d7 preto peão · f7 preto peão · g7 preto peão · h7 preto peão · b5 branco bispo · e5 preto peão · e4 branco peão · a2 branco peão · b2 branco peão · c2 branco peão · d2 branco peão · f2 branco peão · g2 branco peão · h2 branco peão · a1 branco torre · b1 branco cavalo · c1 branco bispo · d1 branco rainha · e1 branco rei · g1 branco cavalo · h1 branco torre | a8 preto torre · b8 preto cavalo · c8 preto bispo · d8 preto rainha · e8 preto rei · f8 preto bispo · g8 preto cavalo · h8 preto torre · a7 preto peão · b7 preto peão · c7 preto peão · d7 preto peão · f7 preto peão · g7 preto peão · h7 preto peão · b5 branco bispo · e5 preto peão · e4 branco peão · a2 branco peão · b2 branco peão · c2 branco peão · d2 branco peão · f2 branco peão · g2 branco peão · h2 branco peão · a1 branco torre · b1 branco cavalo · c1 branco bispo · d1 branco rainha · e1 branco rei · g1 branco cavalo · h1 branco torre | a8 preto torre · b8 preto cavalo · c8 preto bispo · d8 preto rainha · e8 preto rei · f8 preto bispo · g8 preto cavalo · h8 preto torre · a7 preto peão · b7 preto peão · c7 preto peão · d7 preto peão · f7 preto peão · g7 preto peão · h7 preto peão · b5 branco bispo · e5 preto peão · e4 branco peão · a2 branco peão · b2 branco peão · c2 branco peão · d2 branco peão · f2 branco peão · g2 branco peão · h2 branco peão · a1 branco torre · b1 branco cavalo · c1 branco bispo · d1 branco rainha · e1 branco rei · g1 branco cavalo · h1 branco torre | a8 preto torre · b8 preto cavalo · c8 preto bispo · d8 preto rainha · e8 preto rei · f8 preto bispo · g8 preto cavalo · h8 preto torre · a7 preto peão · b7 preto peão · c7 preto peão · d7 preto peão · f7 preto peão · g7 preto peão · h7 preto peão · b5 branco bispo · e5 preto peão · e4 branco peão · a2 branco peão · b2 branco peão · c2 branco peão · d2 branco peão · f2 branco peão · g2 branco peão · h2 branco peão · a1 branco torre · b1 branco cavalo · c1 branco bispo · d1 branco rainha · e1 branco rei · g1 branco cavalo · h1 branco torre | 1 |
|   | a | b | c | d | e | f | g | h |   |

Abertura Portuguesa é uma abertura de xadrez caracterizada pelos seguintes lances:
1.e4 e5
2.Bb5